# Pflugfabrik Gebrüder Eberhardt
Die Pflugfabrik Gebrüder Eberhardt war ein Mitte des 19. Jahrhunderts gegründeter Landmaschinenhersteller aus Ulm, der hauptsächlich Bodenbearbeitungsgeräte herstellte.

## Geschichte
Das Unternehmen wurde 1854 von den beiden Brüdern Albert (gelernter Wagner) und Wilhelm Eberhardt (gelernter Schmied) in der väterlichen Werkstatt in der Deinselsgasse in Ulm gegründet. Die beiden Brüder wollten dort feine Kutschen für reiche Bürger und den Adel in Württemberg herstellen. Da die Nachfrage aber nicht ausreichend war, begannen sie mit der Herstellung von Bauernwagen und landwirtschaftlichen Geräten, insbesondere von Pflügen.

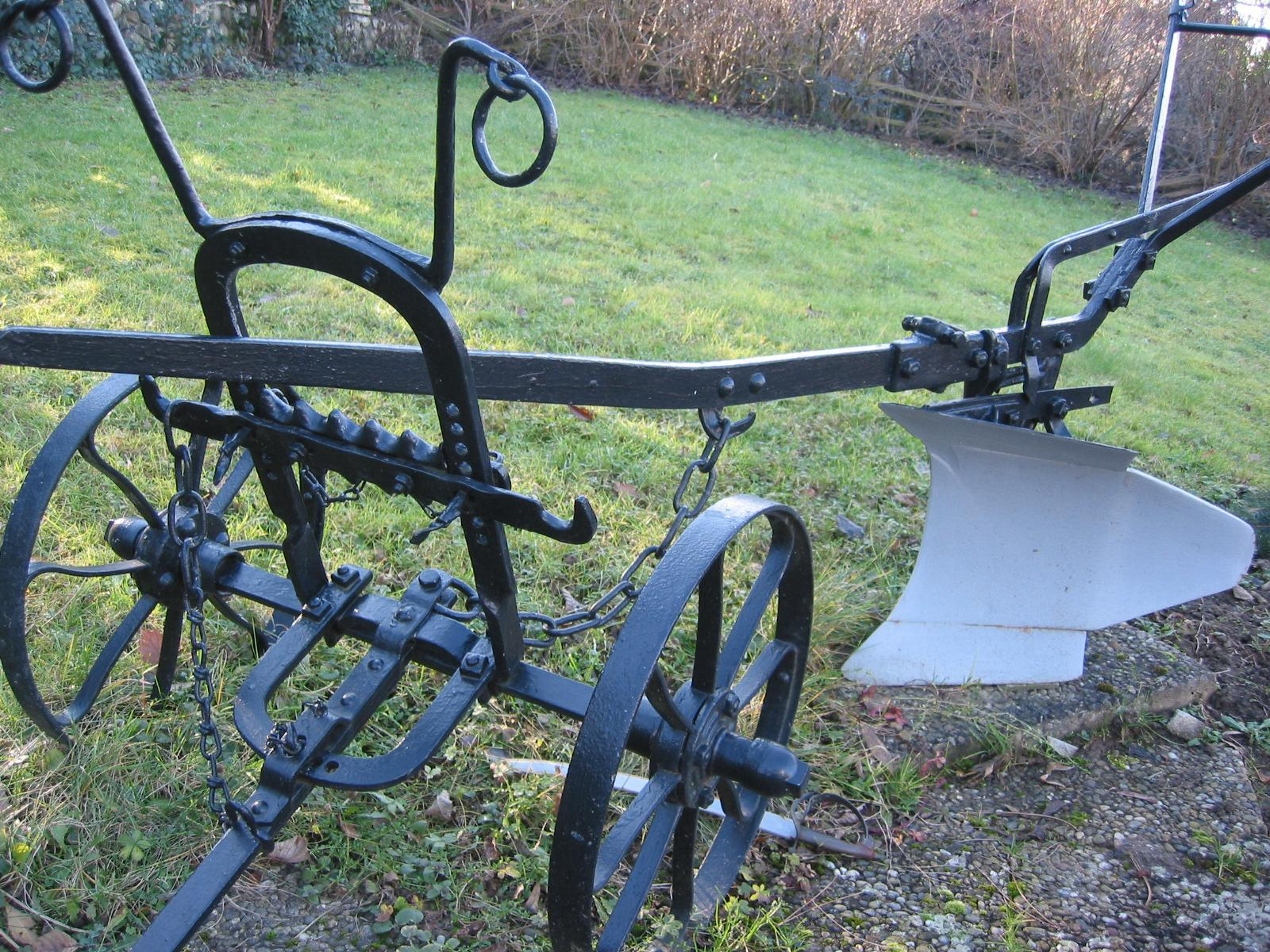
Doppelschar-Kehrpflug von Eberhardt

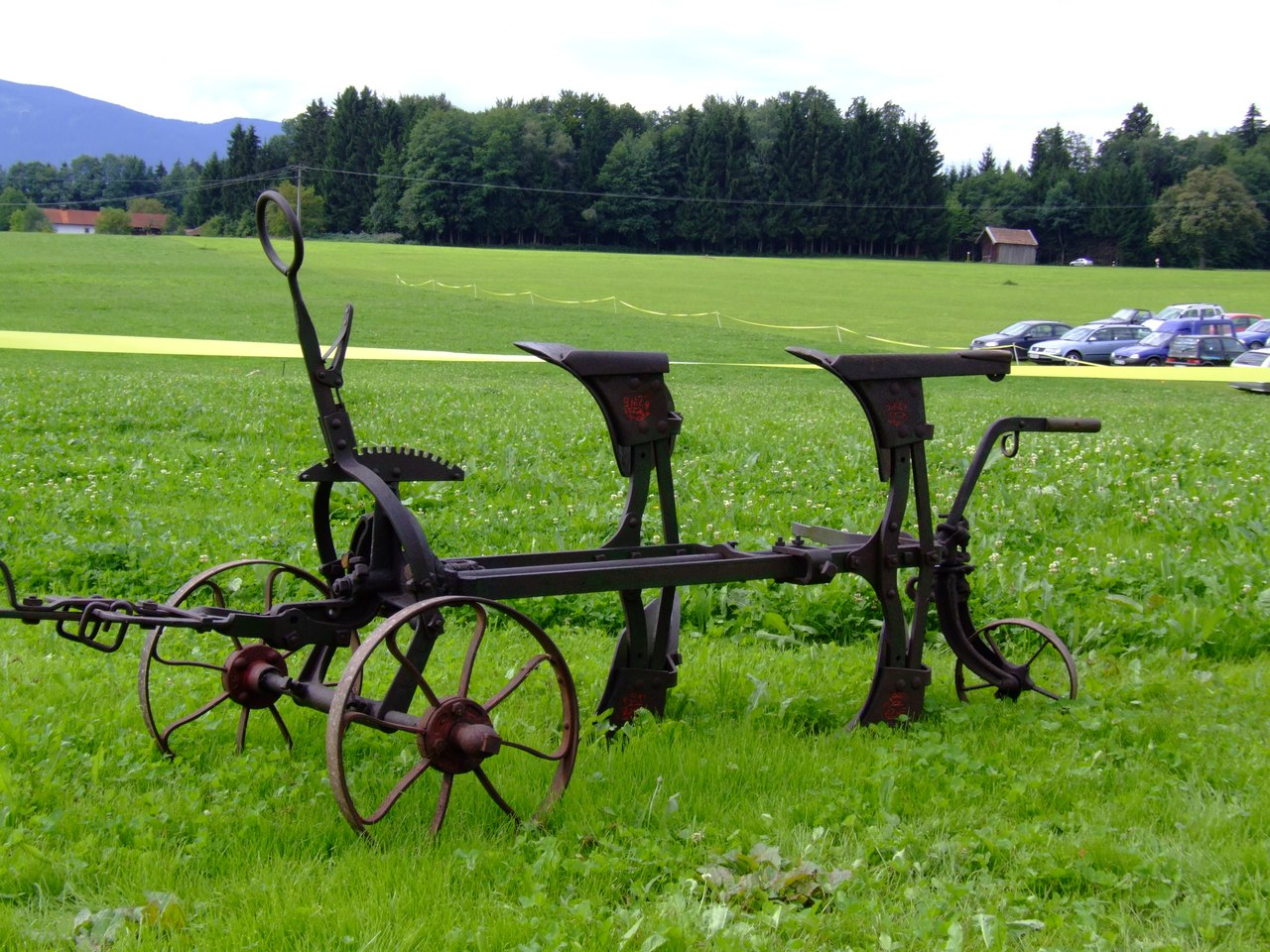
Eberhardt-Drehpflug KZW5

1859 stellte die Firma Eberhardt ihren ersten komplett aus Eisen gefertigten Pflug vor, der weitgehend von Wilhelm Eberhardt entwickelt worden war.
1863 erfolgte der Umzug von der zu klein gewordenen Werkstatt in der Deinselsgasse in neue Geschäftsräume in der Promenade, der heutigen Olgastraße. Zu dieser Zeit beschäftigte das Unternehmen 12 Gesellen. 1864 stieg der Ulmer Unternehmer Conrad Dietrich Magirus als Kommanditist in das Unternehmen ein, das damals auch Feuerwehrgeräte herstellte. So stellte die Firma Eberhardt 1865 auf dem 6. Deutschen Feuerwehrtag in Leipzig verschiedene von Conrad Dietrich Magirus entworfene Feuerwehrgeräte aus. Bereits zwei Jahre später trennte sich Magirus wieder vom Unternehmen der Eberhardt-Brüder und gründete ein eigenes Unternehmen, die Firma Magirus.
In den 1870er Jahren gewann die Firma Eberhardt auf Ausstellungen, darunter auch die Weltausstellung 1873, zahlreiche Auszeichnungen für ihre Produkte.
1874 wurden die Geschäftsräume um die Gebäude der ehemaligen Tabakfabrik Bürglen erweitert, die vor dem Neutor lagen.
1878 wurde ein eiserner Dachstuhl für das Ulmer Münster hergestellt, der wesentlich dazu beitrug, dass beim Bombenangriff 1944 der Dachstuhl nicht in Brand geraten konnte und so die gotische Kirche deshalb nur relativ gering durch die Brand- und Sprengbomben beschädigt wurde.
Da die Räumlichkeiten aber wieder zu klein waren, entschlossen sich die beiden Brüder 1880 eine Fläche außerhalb der östlichen Stadtgrenze auf der Unteren Bleiche (heute Friedrichsau), das Gelände der ehemaligen Beck’schen Papiermühle, zu kaufen. Dort entstanden dann zwei dreistöckige Fabrikgebäude, ein Wohnhaus, ein Magazin und weitere Nebengebäude. Daraufhin wurden die anderen Räumlichkeiten, außer denen an der Promenade, aufgegeben. In diesen Jahren wurden zwischen 13.000 und 30.000 Pflüge jährlich hergestellt, die besonders nach Ost- und Südosteuropa exportiert wurden.
Nachdem 1886 und 1887 die beiden Firmengründer kurz nacheinander verstarben übernahm Wilhelms 28-jähriger Sohn Albert das Unternehmen.
1903 zog Albert mit seiner Frau und den Kindern vom Wohnhaus auf dem Firmengelände in die im Jugendstil neu errichtete Villa Eberhardt.
1908 bekam Albert vom württembergischen König den Titel Kommerzienrat verliehen und 1923 bekam er von der Universität Hohenheim ehrenhalber den Grad eines Doktors der Agrarwissenschaft verliehen.
1910/12 wurde das Werk auf der Unteren Bleiche erweitert und erhielt einen Gleisanschluss.
Durch das Aufkommen von Traktoren in der Landwirtschaft war es nötig, auch die Pflüge an diese neuen Maschinen anzupassen. Aus diesem Grund wurde 1913 der erste Anhängepflug speziell für Traktoren hergestellt.
Nach und nach wurde das Produktprogramm nun um weitere Bodenbearbeitungsmaschinen, wie Scheibeneggen und Federzinkengrubber, erweitert.
1919 trug Albert seine Söhne als Teilhaber des Werkes ein. Als Albert 1921 aus gesundheitlichen Gründen die Unternehmensführung abgeben musste, übernahmen diese seine Söhne, insbesondere Rudolf, der das Unternehmen zum größten europäischen Hersteller von Bodenbearbeitungsgeräten ausbaute.
Durch alliierte Luftangriffe im März 1945 wurde das Ulmer Werk zerstört.
Nach Ende des Zweiten Weltkrieges wurde das Werk wiederaufgebaut. Anschließend wurden auch zapfwellenbetriebene Geräte für Traktoren hergestellt, etwa Fräsen.
Bereits 1951 erreichte Eberhardt mit 1500 Mitarbeitern wieder 50 % der Vorkriegsproduktion.
Als Rudolf Eberhardt 1961 kinderlos starb, übernahmen die beiden ältesten Söhne seines Bruders Walther, Dieter und Albert, die Geschäftsführung.
Eberhardt versäumte selbst Traktoren herzustellen, während Traktorenhersteller zunehmend Pflüge etc. als Gesamtsystem anboten. 1970 geriet die Firma in Zahlungsschwierigkeiten. Um den Konkurs abzuwenden, musste sie das Stammgelände in Ulm verkaufen und die Mitarbeiterzahl drastisch reduzieren. es gab ein riesiges Lager auf Halde produzierter Pflüge. In der wenige Kilometer von Ulm entfernten Gemeinde Elchingen versuchte man durch den Aufbau eines neuen Werkes mit 400 Arbeitsplätzen den Betrieb weiterzuführen.

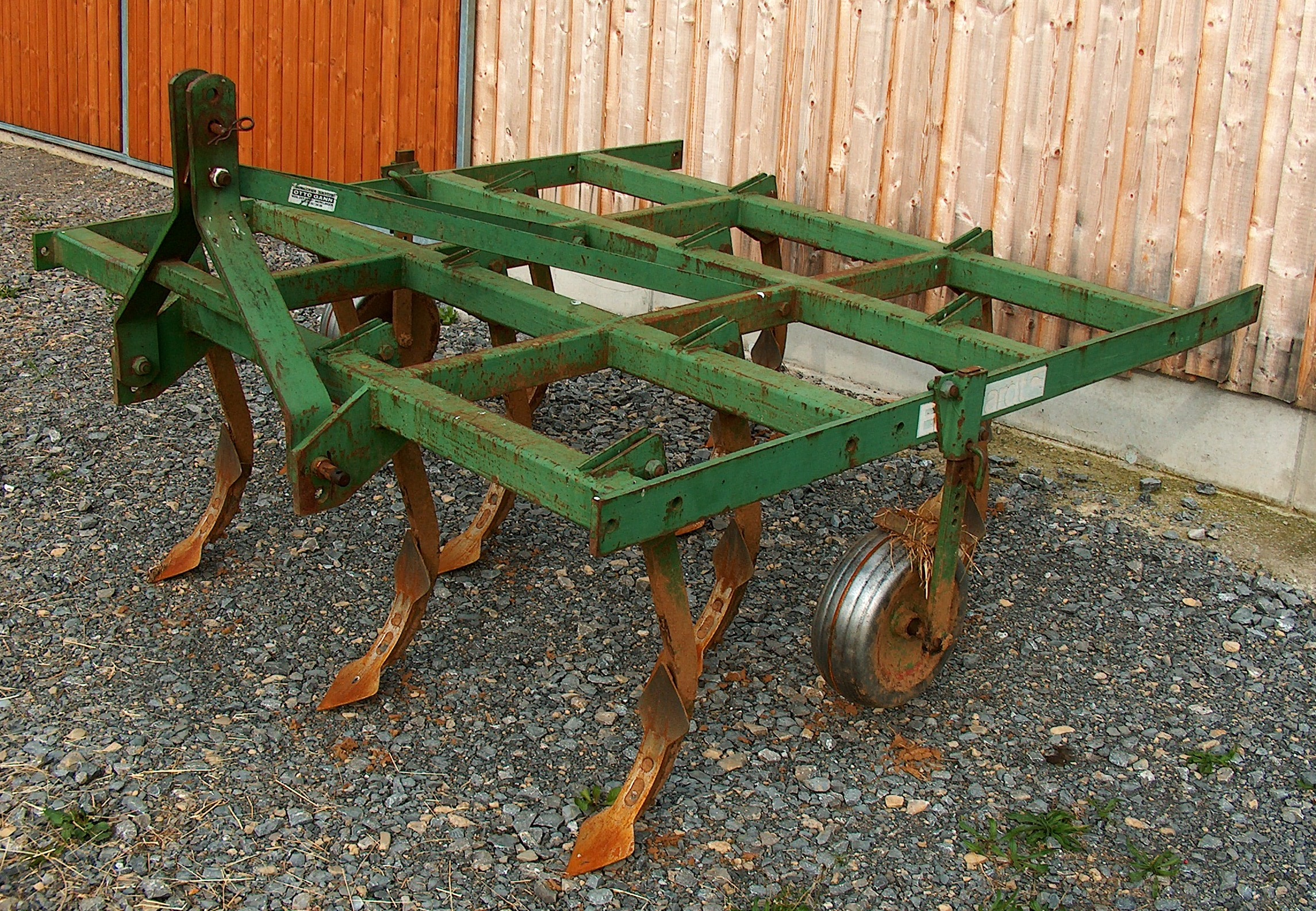
Eberhardt-Bidell-Grubber

Am 10. März 1980 musste der Liquidationsvergleich angemeldet und allen Mitarbeitern gekündigt werden. Die Namens- und Patentrechte sowie die Fertigungsanlagen für die Bodenbearbeitungsgeräte kaufte die Bidell-Gruppe auf und verlagerte die Produktion mit 230 Mitarbeitern nach Waldstetten.
1997 stieg der Umsatz auf ca. 200 Millionen Euro. In der Spitzenzeit beschäftigte die Bidell-Gruppe ca. 2000 Mitarbeiter.
1999 war die Bidell-Gruppe insolvent, und Thomas Bidell gründete mit der Konkursmasse die Eberhardt-Mengele-Productions GmbH (EMP).
Nach dem Konkurs der EMP im Jahr 2003 wurden alle Namens- und Patentrechte von der Firma Bohnacker erworben.
2006 kaufte die Eberhardt GmbH Pflugfabrik in Linthe die Firma Eberhardt Pflugfabrik von der Bohnacker AG Mengele Agrartechnik in Waldstetten.
Am 7. November 2007 meldete die Eberhardt GmbH in Linthe Insolvenz an.
Heute werden wieder Bodenbearbeitungsgeräte unter dem Namen Eberhardt von der Bidell GmbH vertrieben. Die Produktpalette umfasst nebst Bodenbearbeitungsgeräten ein breites Spektrum an landwirtschaftlichen Geräten.